# Жансак (Верхние Пиренеи)
Жанса́к (фр. Gensac, окс. Gençac) — коммуна во Франции, находится в регионе Юг — Пиренеи. Департамент — Верхние Пиренеи. Входит в состав кантона Рабастенс-де-Бигор. Округ коммуны — Тарб.
Код INSEE коммуны — 65196.

## География
Коммуна расположена приблизительно в 630 км к югу от Парижа, в 115 км западнее Тулузы, в 23 км к северу от Тарба.

## Климат
Климат умеренно-океанический с солнечной тёплой погодой и обильными осадками на протяжении практически всего года.

## Население
Население коммуны на 2010 год составляло 93 человека.
| 1962 | 1968 | 1975 | 1982 | 1990 | 1999 | 2010 |
| ---- | ---- | ---- | ---- | ---- | ---- | ---- |
| 55   | 70   | 67   | 75   | 66   | 68   | 93   |

## Администрация
| Период | Период | Фамилия           | Партия | Примечания |
| ------ | ------ | ----------------- | ------ | ---------- |
| 2001   | 2014   | Габриэль Люкантис |        |            |
| 2014   | 2020   | Жак Беттони       |        |            |

## Экономика
В 2010 году среди 58 человек трудоспособного возраста (15-64 лет) 46 были экономически активными, 12 — неактивными (показатель активности — 79,3 %, в 1999 году было 82,9 %). Из 46 активных жителей работали 42 человека (22 мужчины и 20 женщин), безработных было 4 (3 мужчин и 1 женщина). Среди 12 неактивных 4 человека были учениками или студентами, 4 — пенсионерами, 4 были неактивными по другим причинам.